# Eugen Kotte
Eugen Kotte (* 30. Dezember 1964 in Ostbevern) ist ein deutscher Historiker und Geschichtsdidaktiker. Derzeit arbeitet er als Professor an der Universität Vechta.

## Biografie
Kotte absolvierte ein Lehramtsstudium für die Sekundarstufen I und II in den Fächern Germanistik, Geschichte und Pädagogik. Er promovierte 1996 mit einem Stipendium der Studienstiftung des deutschen Volkes an der Westfälischen Wilhelms-Universität Münster über die Gründungsgeschichte der USA in amerikanischen Schulgeschichtsbüchern bei Wolfgang Jacobmeyer und Karl-Ernst Jeismann. 2005 schloss er seine Habilitationsschrift über nationale Europabilder im Geschichtsunterricht der Sekundarstufe II an der Universität Augsburg ab.
1993 hielt er sich zu Forschungszwecken als Stipendiat des German Marshall Fund of the United States in den USA auf. 1996 war er im Auftrag des Deutschen Historischen Museums Berlins erneut in den Vereinigten Staaten. Im folgenden Jahr ging er als Lektor des Deutschen Akademischen Austauschdienstes für fünf Jahre an die Uniwersytet im. Adama Mickiewicza nach Posen in Polen.
2002 kehrte Kotte nach Deutschland zurück als Assistent am Lehrstuhl für Didaktik der Geschichte an der Universität Augsburg. 2005 übernahm er die Vertretung dieses Lehrstuhls. Seit 2008 ist er Professor für Didaktik der Geschichte mit dem fachlichen Schwerpunkt Neuere und Neueste deutsche und europäische Geschichte (seit dem späten 18. Jahrhundert) an der Universität Vechta.

### Forschungsschwerpunkte
Forschungsschwerpunkte Eugen Kottes sind historische Mythen und nationale Stereotype, internationale Schulbuchanalysen, Untersuchungen zum historischen Erzählen und Aspekte der historischen Kulturwissenschaften.

## Publikationen (in Auswahl)

### Monografien
- Not to Have Ideologies But to Be One. Die Gründungsgeschichte der USA in amerikanischen Schulgeschichtsbüchern aus den Jahren 1968–1985. (= Studien zur internationalen Schulbuchforschung. 93). Hahn, Hannover 1997, ISBN 3-88304-293-5.
- In Räume geschriebene Zeiten. Nationale Europabilder im Geschichtsunterricht der Sekundarstufe II. (= Schriften zur Geschichtsdidaktik. 20). Schulz-Kirchner, Idstein 2007, ISBN 978-3-8248-0524-2.
- Nationsbildung im 19. Jahrhundert. Die USA, Polen und Deutschland im Vergleich. (= Grundwissen kontrovers). Wochenschau, Schwalbach/Ts. 2016, ISBN 978-3-7344-0231-9.

### Herausgeberschaften
- mit Jürgen Joachimsthaler: Theorie ohne Praxis – Praxis ohne Theorie? Kulturwissenschaft(en) im Spannungsfeld zwischen Theorie, Didaktik und kultureller Praxis. (= Kulturwissenschaft[en] als interdisziplinäres Projekt. 2). Meidenbauer, München 2009, ISBN 978-3-89975-175-8.
- mit Jürgen Joachimsthaler: Kulturwissenschaft(en). Konzepte verschiedener Disziplinen. (= Kulturwissenschaft[en] als interdisziplinäres Projekt. 3). Meidenbauer, München 2010, ISBN 978-3-89975-224-3.
- mit Franz-Josef Arlinghaus und Bernd Ulrich Hucker: Verfassungsgeschichte aus internationaler und diachroner Perspektive. Meidenbauer, München 2010, ISBN 978-3-89975-210-6.
- Kulturwissenschaften und Geschichtsdidaktik. (= Kulturwissenschaft[en] als interdisziplinäres Projekt. 4). Meidenbauer, München 2011, ISBN 978-3-89975-256-4.
- mit Bernd Ulrich Hucker und Christine Vogel: Die Marienburg. Vom Machtzentrum des Deutschen Ordens zum mitteleuropäischen Erinnerungsort. Schöningh, Paderborn 2013, ISBN 978-3-506-77617-4.
- Geschichte in Bildern – Bilder in der Geschichte. Fallbeispiele zur historischen Bildforschung. (= Kulturwissenschaft[en] als interdisziplinäres Projekt. 7). Lang, Frankfurt am Main 2014, ISBN 978-3-631-65138-4.
- Kulturwissenschaft(en): Bilanz – Kritik – Perspektiven. (= Kulturwissenschaft[en] als interdisziplinäres Projekt. 12). Lang, Frankfurt am Main 2017, ISBN 978-3-631-67160-3.
- mit Helmut Lensing: Die Grafschaft Bentheim im Ersten Weltkrieg – „Heimatfront“ an der deutsch-niederländischen Grenze (= Das Bentheimer Land, 222). Verlag des Heimatvereins der Grafschaft Bentheim e.V., Nordhorn 2018, ISBN 978-3-9818211-3-0.
- mit Bernd Ulrich Hucker: Geschichtslandschaften (= Kulturwissenschaft[en] als interdisziplinäres Projekt. 15). Lang, Berlin 2020, ISBN 978-3-631-81857-2.
- mit Steven Zurek: Geschichtstourismus (= Kulturwissenschaft[en] als interdisziplinäres Projekt 17). Lang, Lausanne / Berlin u. a. 2023, ISBN 978-3-631-90619-4.
- mit Christian Lonnemann: Die Bentheimer Eisenbahn im Dritten Reich. Verlag für Regionalgeschichte, Bielefeld 2025, ISBN 978-3-7395-1530-4.

### Reihe
- Kulturwissenschaft(en) als interdisziplinäres Projekt. 12 Bände. Meidenbauer, München 2008–2011; Lang, Frankfurt am Main 2011–2017.